# George Niculescu-Basu
George Niculescu-Basu (n. 9 aprilie 1882, Mămăliga, raionul Nistru, Cernăuți, Ucraina – d. 19 octombrie 1964, București, România) a fost un cântăreț de operă român (bas), artist al poporului, solist al Operei Române din București.

## Biografie
A fost unul dintre fondatorii Operei Române, eveniment care a avut loc la Iași, în timpul războiului, în colaborare cu Elena Drăgulinescu-Stinghe și cu Romulus Vrăbiescu, Costescu-Duca, Edgar Istrati, Vasile Rabega și Jean Athanasiu. A debutat la Focșani, în sala Ciurea, în trupa de operete a lui Nicu Poenaru, cântând pentru prima oară rolul lui Kador din opera comica De-aș fi rege. A fost, de asemenea, și regizor (operele Liliacul, Căsătoria secretă, De-aș fi rege ș.a.).

## Distincții
- Ordinul „Meritul Cultural” în gradul de Cavaler cl. I, pentru muzică (23 septembrie 1942)[4]
- titlul de Artist Emerit al Republicii Populare Române (28 aprilie 1951)[5]
- Ordinul Muncii clasa I-a (1952) „cu ocazia împlinirii a 50 de ani de activitate și a 70 ani de viață”[6]
- titlul de Artist al Poporului din Republica Populară Română (19 noiembrie 1952)[7][8]
- Medalia „A cincea aniversare a Republicii Populare Române” (24 decembrie 1952) „pentru lupta și munca duse în vederea făuririi, consolidării și prosperării Republicii Populare Române”[9]

## Scrieri
- Amintirile unui artist de operă, Editura Muzicală a Uniunii Compozitorilor din R.P.R., 1958, 622 p.; ed. a II-a, 1962, 568 p.
- Cum am cîntat eu..., Editura Muzicală a Uniunii Compozitorilor din R.P.R., 1960, 272 p.; ed. a II-a, 1961, 272 p.

## Imagini

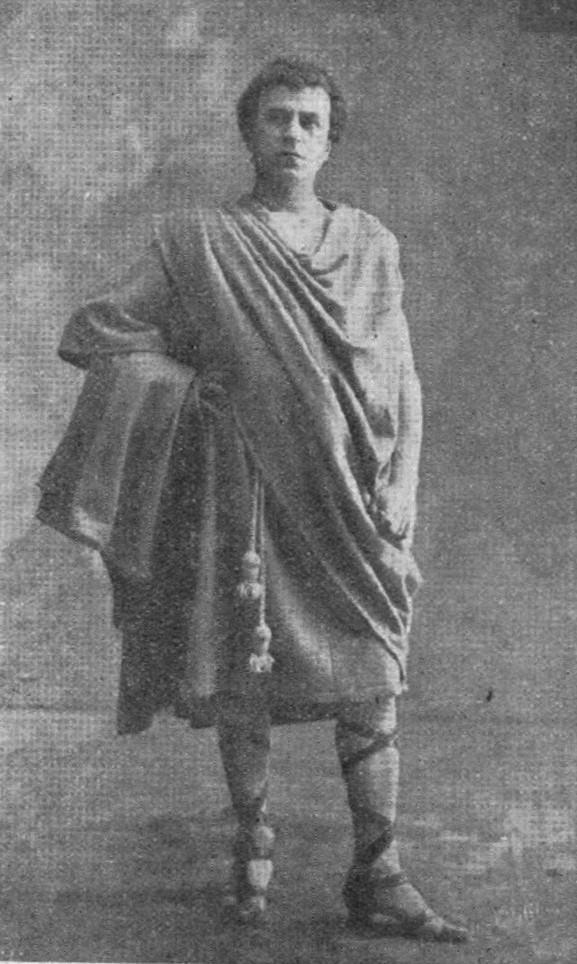
Rolul Eurito d'Ilaco din Fedra de Ildebrando Pizzetti, la Teatrul „Reggio” din Parma (1920)
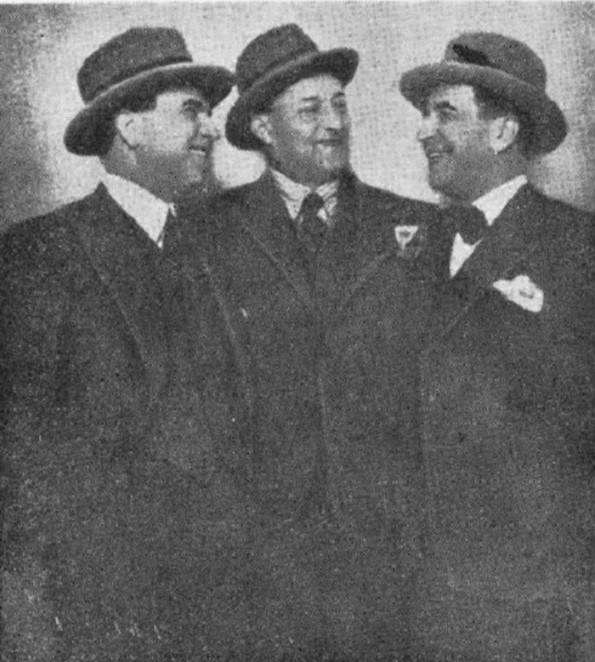
George Folescu, Sigismund Zaleski și George Niculescu-Basu (iunie 1933)
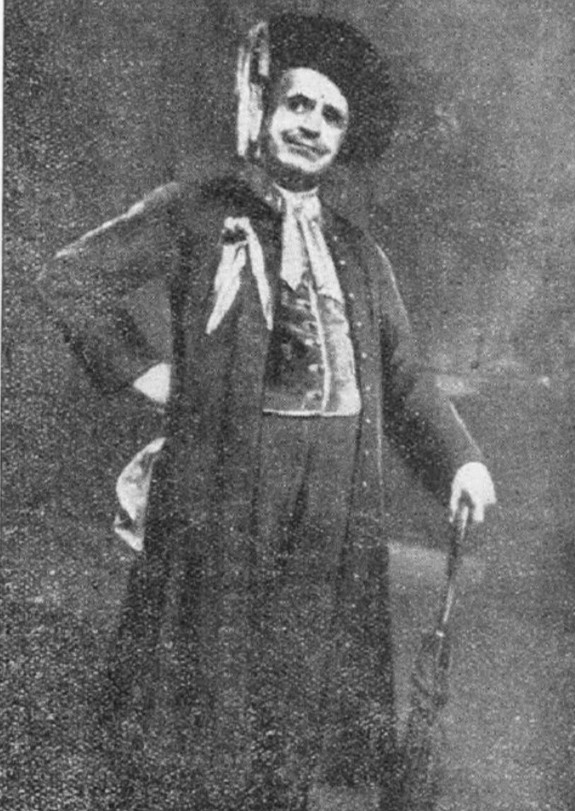
Rolul Kezal din Mireasa vândută de Smetana
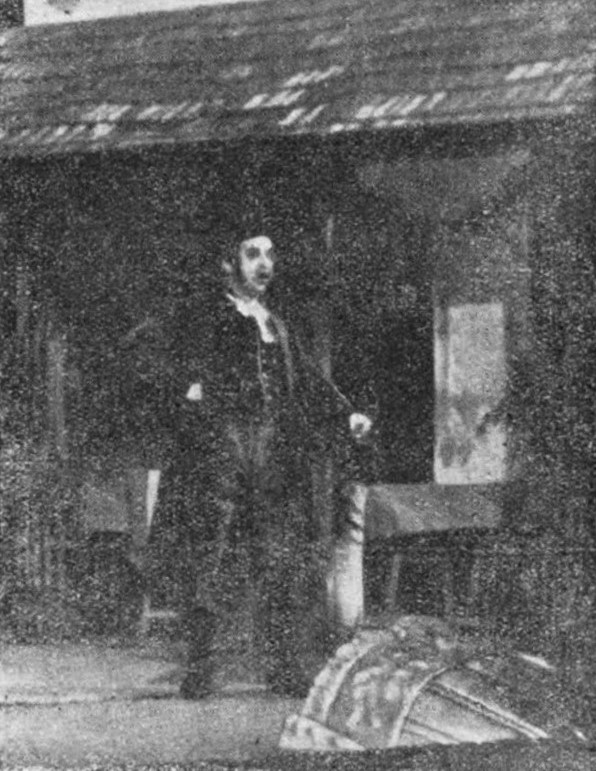
Rolul Kezal din Mireasa vândută de Smetana
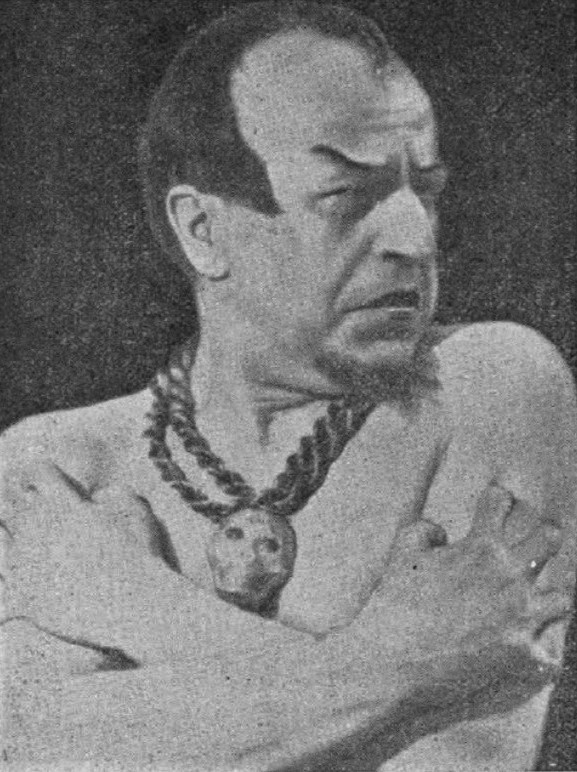
Rolul Mefistofele din Mefistofele de Arrigo Boito
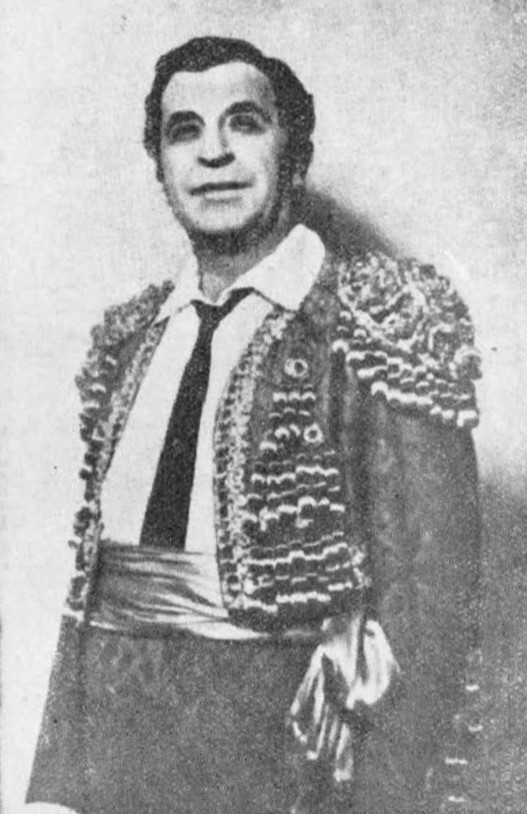
Rolul Figaro din Nunta lui Figaro de Mozart
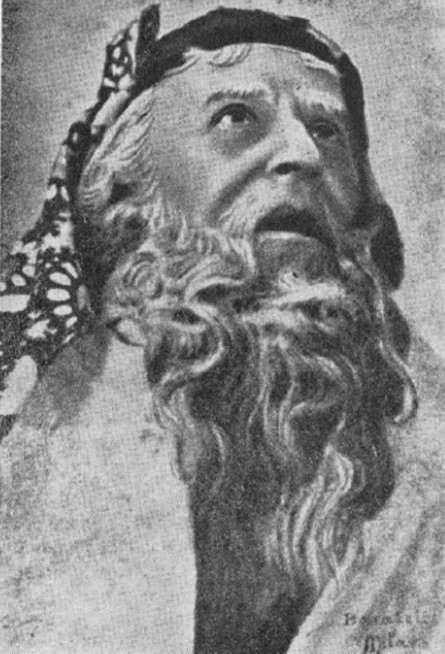
Rolul Ruben din Fiul risipitor de Ponchielli
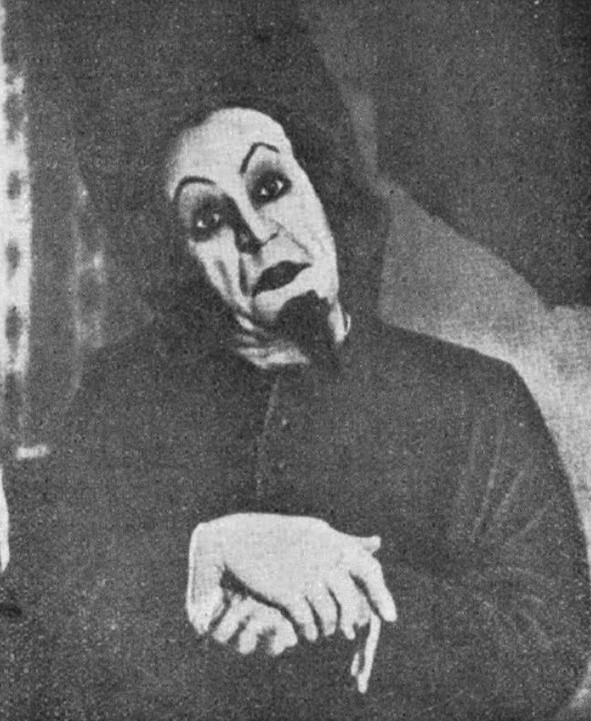
Rolul Don Basilio din Bărbierul din Sevilla de Rossini
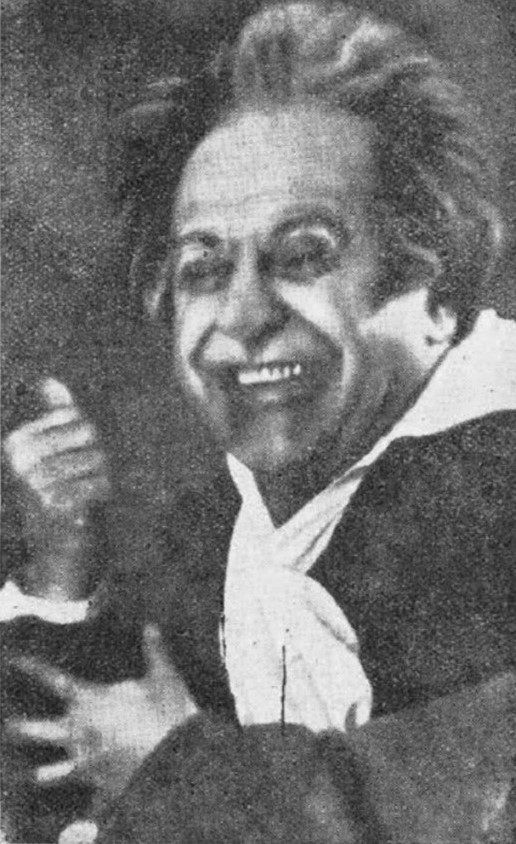
Rolul Gianni Schicchi din Gianni Schicchi de Puccini
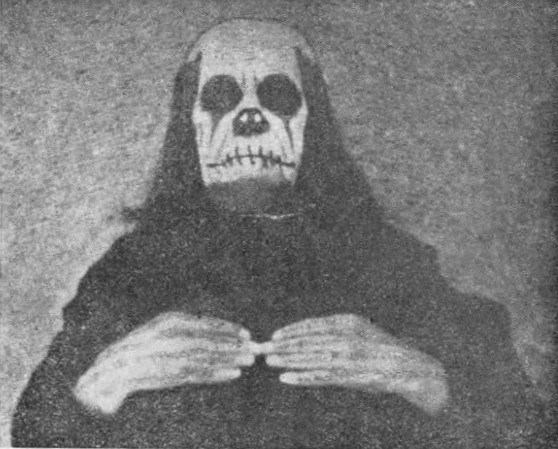
Rolul Doctor Miracol din Povestirile lui Hoffmann de Offenbach
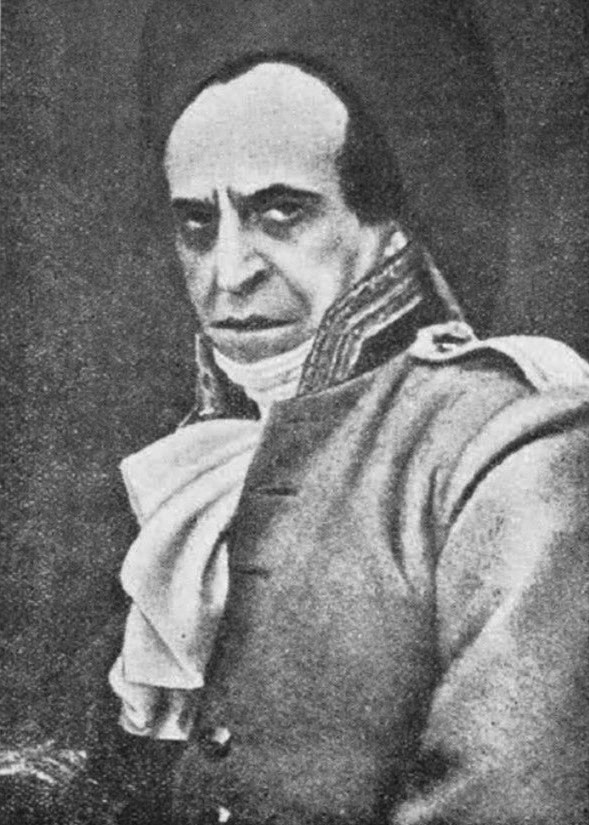
În Povestirile lui Hoffmann de Offenbach (actul II)
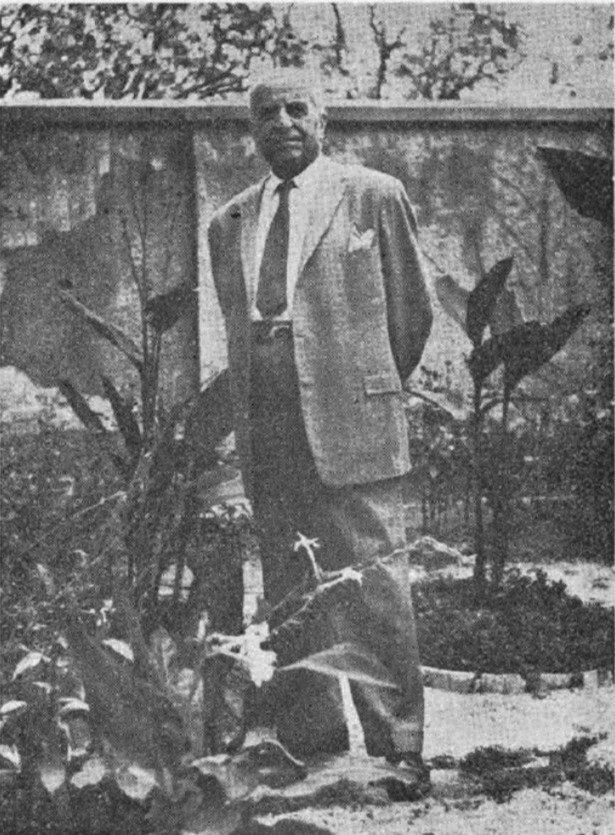
George Niculescu-Basu
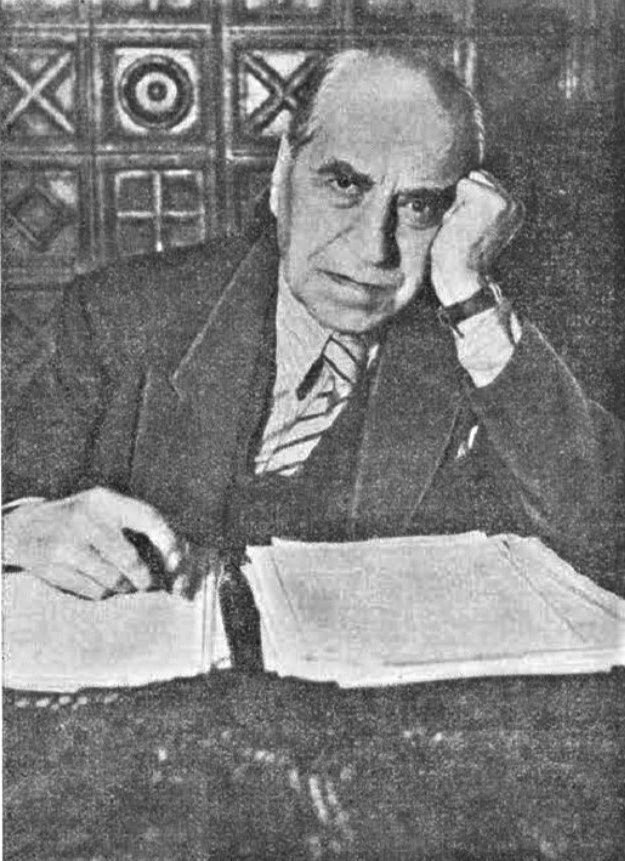
George Niculescu-Basu
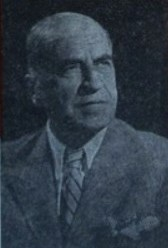
George Niculescu-Basu